# Mortain
Cet article possède un paronyme, voir Morsain.
Mortain est une ancienne commune française du département de la Manche et de la région Normandie, devenue le 1er janvier 2016 une commune déléguée au sein de la commune nouvelle de Mortain-Bocage.
Elle est peuplée de 1 536 habitants.
La limite sud de la commune jouxte le parc naturel régional Normandie-Maine, du côté de la forêt d'Andaine au nord-ouest du parc.

## Géographie

### Localisation

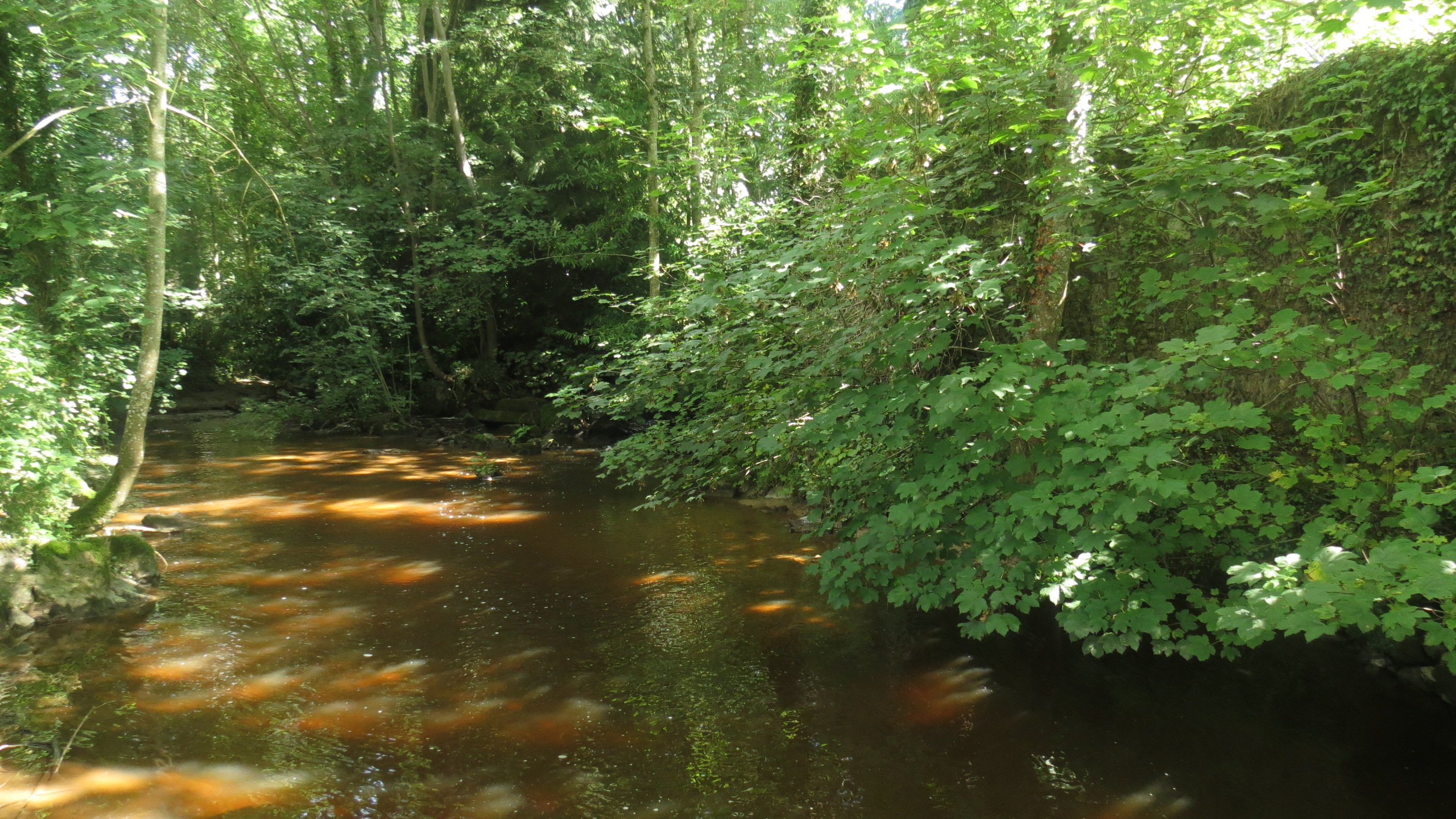
La Cance, près de l'abbaye Blanche.

Cœur du « Mortainais », la ville de Mortain se situe dans un paysage de bocage préservé, en bordure de la forêt qui porte son nom, sur un flanc granitique et gréseux du Massif armoricain. La ville surplombe la vallée de la Cance où le grès armoricain affleure dans des encaissements rappelant des paysages des Vosges ou du Massif central où les torrents côtoient la roche et la végétation en formant des cascades.
La limite de commune avec le Neufbourg au nord-ouest est entièrement marquée par la Cance, qui coule du nord au sud, et celle avec Romagny à l'ouest et sud-ouest la suit plus ou moins aussi. Le ruisseau de Brefféland, affluent en rive gauche (à l'est) de la Cance, marque la limite avec Saint-Clément-Rancoudray au nord-est.
Mortain est à peu près à mi-distance à vol d'oiseau de Rennes (79 km, Ille-et-Vilaine) au sud-ouest et de Caen (72 km, Calvados) au nord-est - 94 km par la D 977 pour les deux villes (distance variable selon le choix de route, et la route change de code en changeant de département : D 177 pour l'Ille-et-Vilaine et D 577 pour le Calvados). Le département du Calvados et celui de l'Orne sont également proches : seulement 12 km, à l'est pour l'Orne et au nord pour le Calvados.

## Toponymie
Le nom de Mortain est mentionné sous les formes Moretoin en 1022-1026 (copie XIIe siècle, Fauroux 124), Moretania en 1049/1066 (copie XIVe siècle, Fauroux 190), Moritonii 1063 (Fauroux 156), Mauritonii vers 1060-1066 (copie XVe siècle, Fauroux 220), Moreton en 1060/1066 (copie XIIIe siècle, Fauroux 219), Moritonium 1082 (Musset, Abbaye caennaise 9), Moretuen en 1241 (A.N. L. 979, 48).
Albert Dauzat et Charles Rostaing expliquent ce nom par un *Mauritanum [Fundum], qui serait le domaine rural fondé par un latin nommé Mauritanus, différent des toponymes du type Mortagne, qui font référence à des établissements de Maures au Bas Empire. Cependant, cela ne convient pas sur le plan phonétique, puisque les formes anciennes, postulent plutôt pour un *Moritonium (la forme Mauretania de 1049 - 1066 étant isolée et trouvée dans une copie du XIVe siècle semble suspecte), c'est-à-dire qu'elles se terminent par un élément -(t)onium et non pas par le suffixe -anium. Par conséquent l'origine du nom en serait toute différente. De plus, aucun document tel la notitia dignitatum ou autre et aucune fouille archéologique n'ont montré la présence d'un poste de soldats ou de colons mauresques à l'époque du Bas Empire romain.
C'est la raison pour laquelle Ernest Nègre suggère un nom de personne germanique pris absolument, à savoir Martoinus. Il aurait d'abord évolué de Mar- en More-, peut-être par influence des noms comme Mortagne, puis postérieurement au milieu du XIIIe siècle *Moretain par substitution du suffixe -ain à -on. René Lepelley se montre indécis à la suite de François de Beaurepaire, et se contente d'évoquer les hypothèses de ses prédécesseurs.
L'ancienne paroisse du Rocher a été rattachée à Mortain en 1794-1795.

### Microtoponymie
De nombreux microtoponymes concernent la topographie (rocher, gués, dolmens, rivières, fontaines, etc.) :
- Bellevue, Beaujour, Beau Soleil, Bel-air (et plus loin Bel-air à Rancoudray) font clairement allusion à la position dominante de la crête au regard de la vallée de la Sélune, et marquent la particularité géographique de Mortain intimement liée à son histoire ;
- moulinet : rochers de moulinet, dominant la vallée de la sélune. Diminutif en -ELLU cf. Moulineaux ou en -ITTU, cf. Molinet, Moulinet, du bas latin molinum « moulin »[10] (comprendre gallo-roman MOLINU), en référence à un hypothétique moulin à moins qu'il ne s'agisse de moulinet au sens de « rouleau traversé par deux leviers en croix s'appliquant à différentes machines pour tirer les cordages, lever des fardeaux » ;
- Bourberouge : irisations rouges de l'eau des ruisseaux et de la bourbe « boue épaisse qui se dépose au fond d'une eau stagnante » (oxydes de fer). La forêt a été le lieu d'une exploitation du fer, mines et fours (voir Saint-Jean-du-Corail) ;
- Cambremont et sa mine.

D'autres se rapportent à des métiers ou à l'histoire :
- Fieffes, Prises et Désert rappellent les défrichements sur la forêt de la Lande Pourrie qui s'étendait jusqu'à Tinchebray au Moyen Âge ;
- La pelterie : activité liée aux fourrures ;
- Montjoie : attesté sous la forme latinisée de Monte Gaudi en 1369/1370, littéralement « mont de la joie » d'étymologie discutée[11] ;
- Bruyère de la justice sur Romagny : sur une éminence, face à la ville, ce nom traduit souvent l'emplacement d'un lieu d'exécution, gibet ou pilori ;
- Brefféland : ce nom (d'origine germanique ?) serait à rapprocher de la mention des Lètes établis à l'époque romaine (cf. ci-dessous).

## Histoire

### Préhistoire
La région est occupée dès la préhistoire comme en témoignent mégalithes et outillage lithique découverts sur Mortain et communes environnantes : hache polie, dolmen, tumulus de Bourberouge, polissoirs plus loin, et plus tardivement, monnaies gauloises. L'hypothèse d'un faible peuplement au profit des cotes et de la Bretagne est remis en cause en particulier avec les découvertes qui ont donné lieu à la mise en place du musée de Ranes-61, et qui permettent d'établir une implantation dans la région entre -150 000 et -40 000. Des défrichements ont été établis à Sourdeval il y a 5 500 ans. Contrairement aux côtes, le peuplement se serait fait à Mortain principalement sur les rebords des hauteurs. L'âge du Bronze voit la population déjà peu importante régresser et redescendre dans la vallée, jusqu'à l'arrivée des Romains. Occupé dès le néolithique, comme l'Avranchin, le Mortainais n'arrive pas à se développer.

### Antiquité
Après la soumission des Abrincates 'et des Unelles aux Romains, la région se romanise peu à peu. Comme partout en Gaule on assiste à un syncrétisme religieux entre les dieux locaux et ceux apportés par la culture romaine, parfois eux-mêmes soumis à une interpretatio. Un culte aurait été par exemple rendu à Jupiter ainsi qu'à Mars. À l'époque du Bas Empire, le pouvoir romain met en place des garnisons près ou dans les principales localités, elles sont composées à 80% d'auxiliaires germaniques (cf. Notitia dignitatum). Une garnison de mercenaires Maures se serait établie sur le territoire de Ger (Champ Duval) qui dépendait de Mortain, mais la noticia n'en parle pas. Cette explication était censée justifier une étymologie erronée du nom de Mortain, Mauritanius, alors que ce type toponymique n'explique que les Mortagne (voir la rubrique toponymie ci-dessus). Des travaux plus récents signalent en revanche une colonie de lètes germaniques. La ville ne prend alors qu'une importance très relative, du fait de l'éloignement des voies commerciales et de la pauvreté des sols.
Une légende circulait au XIXe siècle dans la région de Mortain reprenant un épisode de la biographie de Velléda, prêtresse et prophétesse de la tribu germanique des Bructères à l'ouest de Hannovre. Elle a laissé son nom à un dolmen. Elle peut être rapprochée de la présence de Lètes lors de la période romaine, ainsi que des toponymes d'origine germanique (Bréffeland) sans pouvoir statuer sur l'âge ni sur la bases de la légende. Elle évoque l'appel au soulèvement contre l'envahisseur et l’échec de la tentative qui mène la prêtresse à la mort.

### Moyen Âge

#### Haut Moyen Âge
Saint Évroult christianise la région de Mortain et aurait fait construire une église à l'emplacement d'un temple païen. La collégiale dans le centre-ville porte aujourd'hui son nom. Le Chrismale de la collégiale date de cette époque (VIIe siècle).

#### Époque ducale (933-1204)

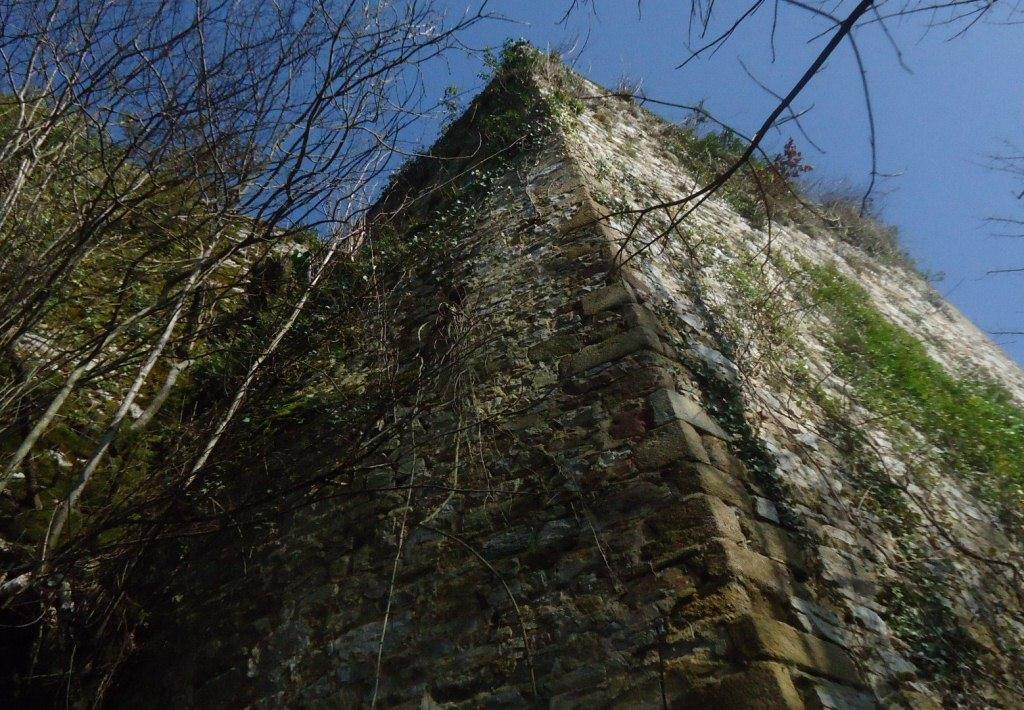
La tour des Prêtres, dernière tour du château de Mortain encore visible aujourd'hui.

En 933, Guillaume Longue-Épée prend possession de Mortain, et est le probable fondateur du château (en bois à l'origine), et c'est sous son règne qu'est mis en place le comté de Mortain. Le premier comte est Mauger de Normandie (fils du duc Richard Ier de Normandie).
Le deuxième comte de Mortain, Guerleng, prit part en 1047 à la révolte contre le duc de Normandie Guillaume, futur Guillaume le Conquérant. Ce dernier met fin à la révolte et destitue Guerleng du comté pour mettre son demi-frère Robert de Conteville à sa place. Le comté avait une situation stratégique importante aux portes de la Bretagne et du Maine qui étaient hostiles au duché de Normandie. Mortain est à cette époque une ville fortifiée de premier plan. La juridiction du comté s'étend sur la quasi-totalité de l'actuel département de la Manche et sur une partie de l'Orne et du Calvados. Pour exemple, les seigneurs de Barneville, relèvent du comté et doivent, en temps de guerre, le service de garde à l'une des portes de la ville.

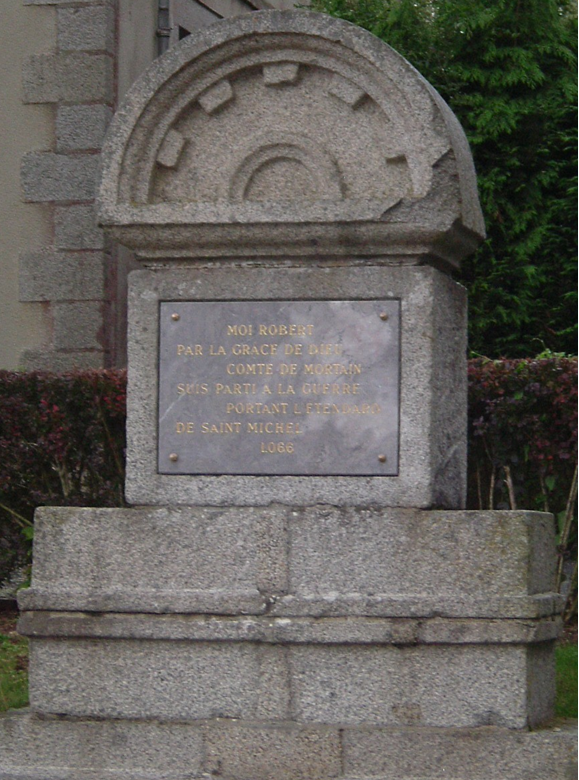
Stèle commémorant le départ de Robert de Mortain à la guerre en 1066.

Robert de Mortain participe à la conquête de l'Angleterre aux côtés de son demi-frère. Une stèle commémorant cet événement est aujourd'hui visible sur la place du château : « Moi Robert par la grâce de Dieu comte de Mortain suis parti à la guerre portant l'étendard de Saint Michel - 1066. ». Selon la légende et à la suite de la victoire des Normands en Angleterre, la cour du comte Robert devient une des plus brillantes d'Europe.
En 1082, le comte Robert, devenu richissime à la suite de la conquête du royaume d'Angleterre, fonde la collégiale Saint-Evroult sur les conseils de Vital de Mortain, ermite et conseiller du comte Robert. Robert est également à l'origine du collège de Mortain, l'un des plus vieux de France. Un autre ermite important dans le Mortainais vécu sous Robert, il s'agit de saint Guillaume Firmat. Ses reliques sont aujourd'hui conservées dans la collégiale de Mortain.
La bataille de Tinchebray en 1106 permet au roi d'Angleterre Henri Ier de s'emparer du comté de Mortain et de son château. Le comte Guillaume, fils de Robert de Mortain, qui soutenait Robert Courteheuse, duc de Normandie, est fait prisonnier. Le comté de Mortain reste sous domination Plantagenêt jusqu'en 1204.
Dans la seconde moitié du XIIe siècle, une communauté de femmes vivant dans la forêt de Savigny s'établit à Mortain sur le site de l'abbaye Blanche. L'abbaye prend le nom d'abbaye Blanche d'après la couleur de leurs habits, faits de laine non teinte. La tradition attribue la fondation de l’abbaye à l’abbesse Adeline, sœur de Vital. Il s’agit cependant d’une erreur d’interprétation reprise depuis plusieurs siècles. Dans le rouleau mortuaire de Vital, il est fait mention d’une certaine abbesse « Ameline ». Elle est membre de la famille de Vital, mais n’a aucun lien avec l’abbaye Blanche. Dès le XVIIIe siècle, elle est confondue avec une autre femme prénommée « Adeline », enterrée à Savigny, et de laquelle on ne connaît rien.

#### La Normandie royale
Vers 1204, le roi de France Philippe Auguste rattache le duché de Normandie dont fait partie le comté de Mortain au domaine royal.
Le 25 juin 1325, le roi Charles le Bel donne la châtellenie de Mortain et le comté d'Angoulême en complément avec 15 000 livres de terre, à Philippe, comte d'Évreux du fait de sa femme.

##### Guerre de Cent Ans
Pendant la première partie de la guerre de Cent Ans, la forteresse de Mortain tombe avec la Normandie entre les mains des Anglais. À la suite du traité de Mantes (1354), la place devient navarraise jusqu'aux reconquêtes de Du Guesclin vers 1370. Redevenue anglaise, la ville est reprise en 1449 par les Français.

### Temps modernes
De 1529 à 1568, le domaine est la possession de la famille de Montpensier.
Les guerres de Religion provoquent quelques événements à Mortain. Les huguenots attaquent Mortain le 6 mars 1562 et mettent le feu à la ville et notamment à la collégiale.
Le 24 juillet 1613, mademoiselle Marie de Montpensier établit un ermitage sous l'invocation de saint Michel sur les hauteurs de la Montjoie d'où on peut apercevoir le mont Saint-Michel. L'ermitage s'effondre pendant la Révolution.
Le duc d'Orléans, Gaston de France, frère de Louis XIII rentre en possession du domaine à la suite de son mariage avec Marie de Bourbon-Montpensier. Leur fille, la Grande Mademoiselle conserve Mortain jusqu'à sa mort en 1693 et reste dans la maison d'Orléans jusqu'à la révolution.

### Révolution française et Empire
Le 23 août 1789, la paroisse de Mortain et la paroisse du Rocher s'unissent en une seule municipalité. Il ne subsiste de l'église Notre-Dame du Rocher détruite lors des bombardements de 1944 que l'entrée de la chapelle actuelle de l'hôpital.
Le premier maire est M. Le Sacher de la Palière. Mortain est chef-lieu de district de 1790 à 1795 et d'arrondissement de 1800 à 1926.
Le 24 décembre 1795, la ville est attaquée par des Chouans. Les combats sont très meurtriers mais les Chouans ne peuvent s'emparer de Mortain.

### Époque contemporaine
La chapelle Saint-Michel appelée aussi « petite chapelle » remplace l'ancien ermitage de la Montjoie. La chapelle est bénite en 1852. Cette construction est une initiative menée par Hippolyte Sauvage et l'abbé Eugène Gervais. Hippolyte Sauvage est à l'origine d'un relevé des légendes locales.
La commune est jusqu'en 1926 sous-préfecture.
Le cimetière de Mortain contient les tombes de dix-huit soldats belges morts au cours de la Première Guerre mondiale.

#### Bataille de Mortain (opération Lüttig)

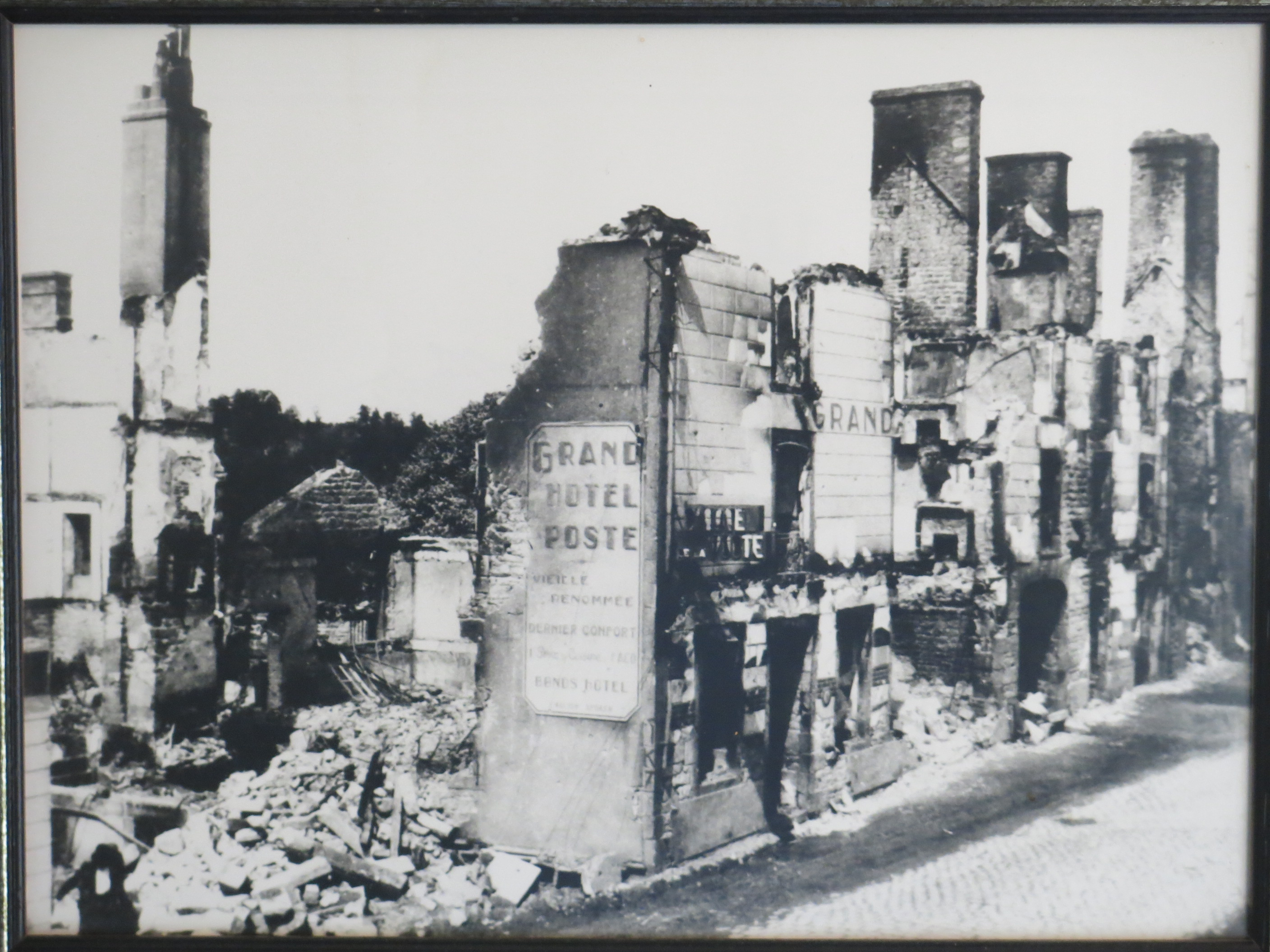
Mortain en ruines.

Les hauteurs autour du site de la petite chapelle sont au cœur des combats acharnés en août 1944 lors de la contre-attaque de Mortain et la ville en grande partie détruite n'est libérée que le 12 août.

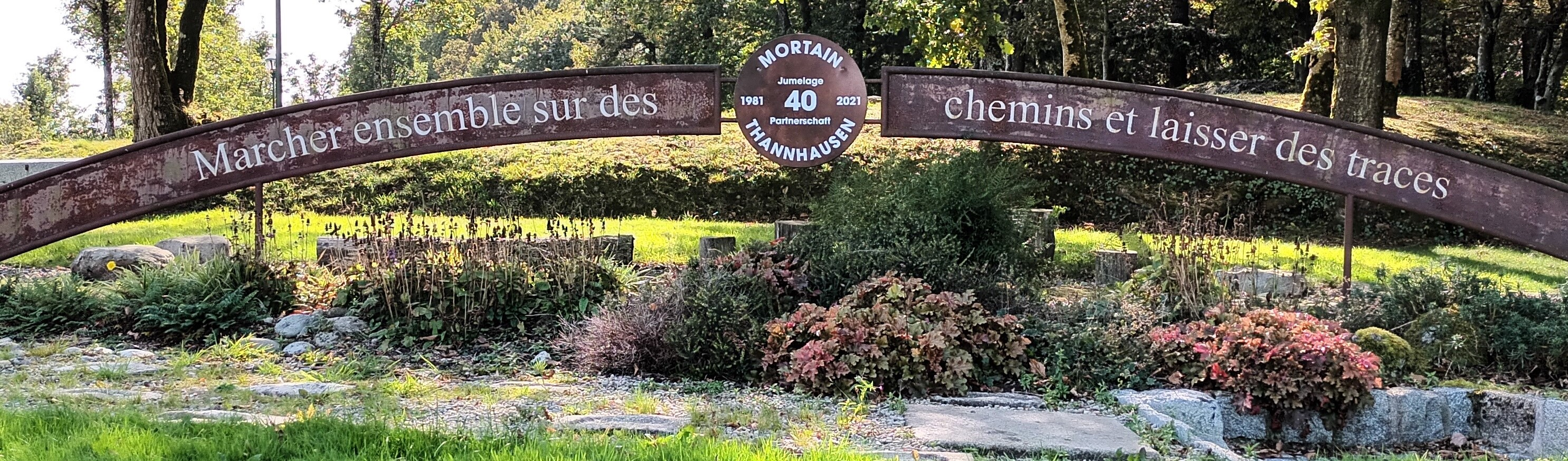
Jumelage et réconciliation sur la cote 314.

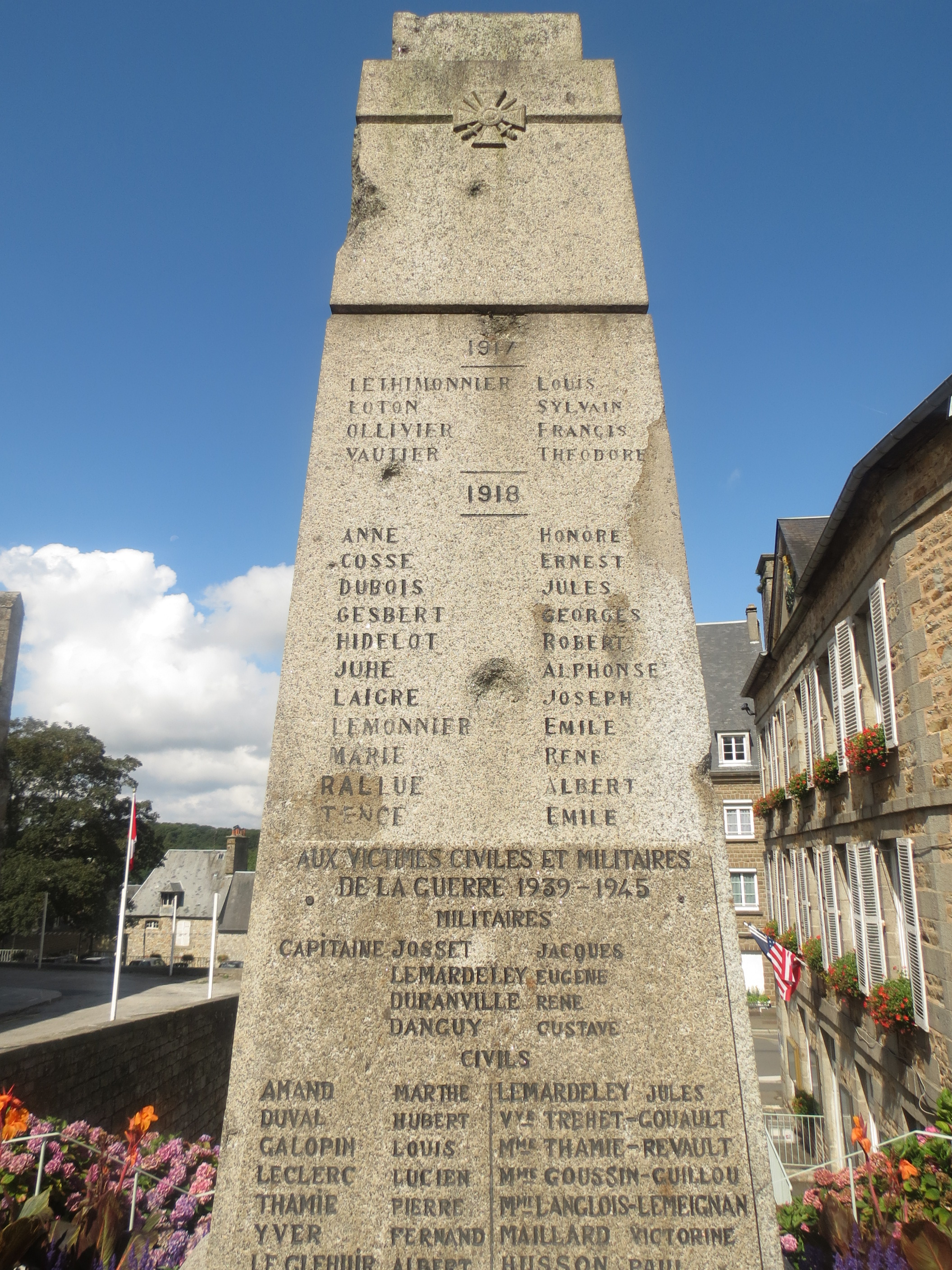
Monument aux morts de Mortain, avec impacts de balles et d'obus.
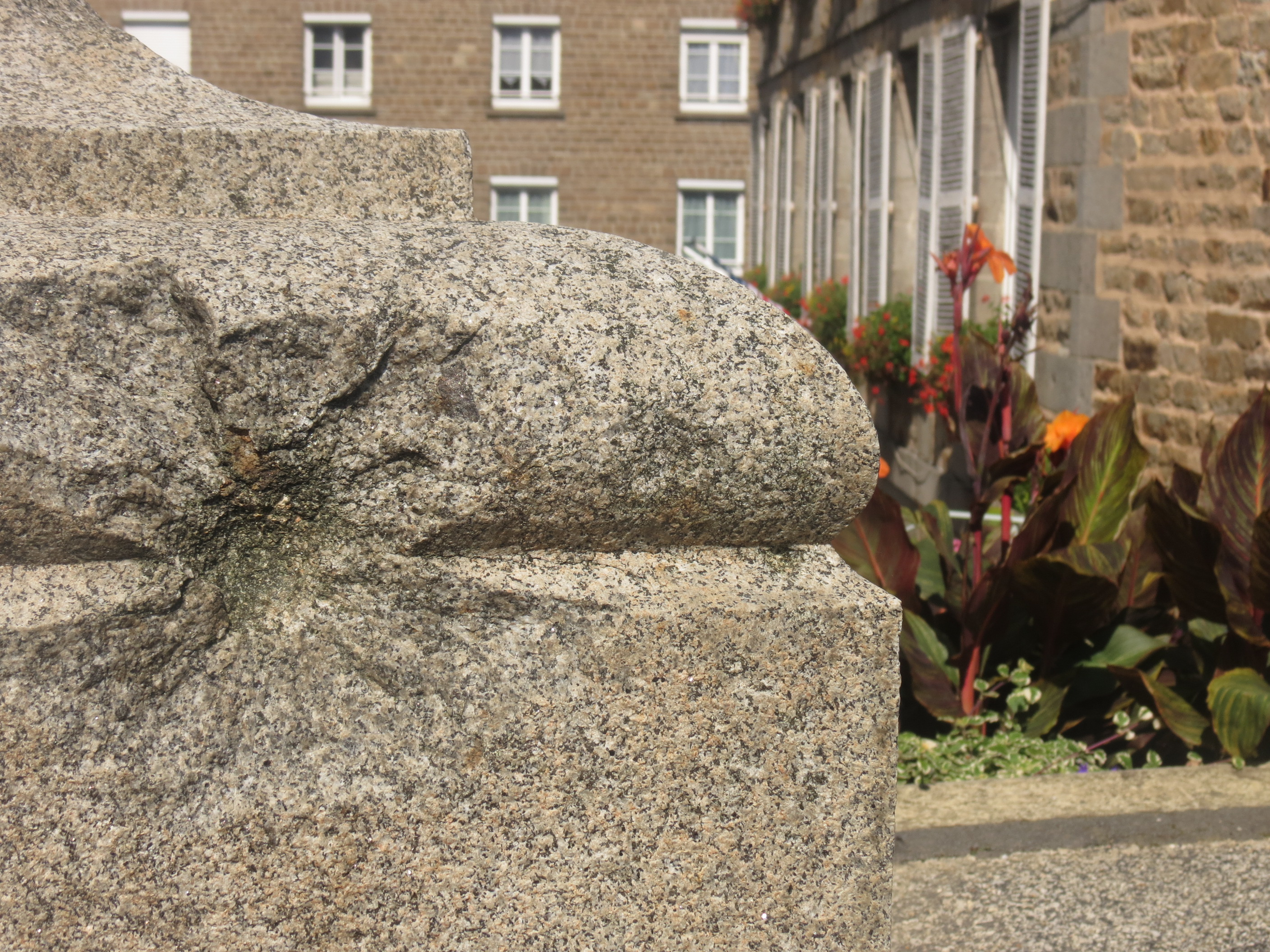
Impact de balle sur le piédestal du monument.

## Politique et administration

### Liste des maires
| Période    | Période       | Identité                                                      | Étiquette | Qualité                                  |
| ---------- | ------------- | ------------------------------------------------------------- | --------- | ---------------------------------------- |
| En 1789    |               | Denis Gabriel Le Sacher de La Palière                         |           |                                          |
| En 1790    |               | Anselme François René Duhamel (donna sa démission)            |           |                                          |
| 1790       | 1791          | Gabriel François de Vaufleury de Saint-Cyr                    |           | Démissionnaire                           |
| 1791       | 1792          | Jacques André Dodart                                          |           |                                          |
| En 1792    |               | André Julien Jean Baptiste François Anfray de La Cotentinière |           |                                          |
| 1793       | 1830          | Jean Baptiste François Bouillon de la Lorerie                 |           |                                          |
| 1830       | 1831          | Jean François Germain Leverdays                               |           |                                          |
| 1832       | 1848          | Siméon Anne Mathurin Leverdays                                |           |                                          |
| 1848       | 1850          | Louis Marie Charles Thomas Leverdays                          |           |                                          |
| 1850       | 1854          | Siméon Anne Mathurin Leverdays                                |           | Mort en fonction                         |
| 1856       | 1867          | Jacques-André dit Auguste Piel                                |           |                                          |
| 1867       | 1878          | Henri Moulin                                                  |           |                                          |
| 1878       | 1885          | François Adolphe Marin Amand                                  |           |                                          |
| 1885       | 1900          | Gustave Placide Aimable de Bailliencourt dit Courcol          |           | Originaire de Chauny                     |
| 1900       | 1908          | Octave-François Delaunay                                      |           |                                          |
| 1909       | 1919          | Henri-Charles Josset                                          |           |                                          |
| 1919       | 1947          | Charles Jouenne                                               |           |                                          |
| 1947       | 1968          | Louis Hourdin                                                 |           |                                          |
| 1968       | 1983          | Dr Gilles Buisson                                             |           |                                          |
| 1983       | 1995          | Gabriel Destais                                               |           |                                          |
| 1995       | 2008          | Noël Blin                                                     |           |                                          |
| 2008       | mars 2014     | Michel Desfoux                                                |           | Maire honoraire à titre posthume en 2016 |
| avril 2014 | décembre 2015 | Hervé Desserouer                                              |           | Conseiller en insertion professionnelle  |

| Période      | Période      | Identité         | Étiquette | Qualité                                                       |
| ------------ | ------------ | ---------------- | --------- | ------------------------------------------------------------- |
| janvier 2016 | février 2022 | Hervé Desserouer |           | Maire de Mortain-Bocage Conseiller départemental de la Manche |
| février 2022 | En cours     | Jean-Paul Briend |           | Adjoint au Maire de Mortain-Bocage                            |

### Jumelages
- Thannhausen (Bavière) (Allemagne)
- Blandford Forum (Royaume-Uni)

## Démographie
L'évolution du nombre d'habitants est connue à travers les recensements de la population effectués dans la commune depuis 1793. À partir du 1er janvier 2009, les populations légales des communes sont publiées annuellement dans le cadre d'un recensement qui repose désormais sur une collecte d'information annuelle, concernant successivement tous les territoires communaux au cours d'une période de cinq ans. 
Pour les communes de moins de 10 000 habitants, une enquête de recensement portant sur toute la population est réalisée tous les cinq ans, les populations légales des années intermédiaires étant quant à elles estimées par interpolation ou extrapolation. Pour la commune, le premier recensement exhaustif entrant dans le cadre du nouveau dispositif a été réalisé en 2006,.
En 2021, la commune comptait 1 536 habitants, en évolution de −2,91 % par rapport à 2015 (Manche : +0,44 %, France hors Mayotte : +2,49 %).
| 1793  | 1800  | 1806  | 1821  | 1831  | 1836  | 1841  | 1846  | 1851  |
| ----- | ----- | ----- | ----- | ----- | ----- | ----- | ----- | ----- |
| 2 439 | 2 650 | 2 376 | 2 527 | 2 511 | 2 521 | 2 523 | 2 429 | 2 514 |

| 1856  | 1861  | 1866  | 1872  | 1876  | 1881  | 1886  | 1891  | 1896  |
| ----- | ----- | ----- | ----- | ----- | ----- | ----- | ----- | ----- |
| 2 560 | 2 490 | 2 443 | 2 378 | 2 337 | 2 397 | 2 408 | 2 231 | 2 411 |

| 1901  | 1906  | 1911  | 1921  | 1926  | 1931  | 1936  | 1946  | 1954  |
| ----- | ----- | ----- | ----- | ----- | ----- | ----- | ----- | ----- |
| 2 212 | 2 229 | 1 909 | 1 603 | 1 673 | 1 707 | 1 786 | 1 364 | 1 947 |

| 1962  | 1968  | 1975  | 1982  | 1990  | 1999  | 2006  | 2011  | 2016  |
| ----- | ----- | ----- | ----- | ----- | ----- | ----- | ----- | ----- |
| 2 145 | 2 339 | 2 683 | 2 644 | 2 416 | 2 191 | 1 893 | 1 698 | 1 536 |

| 2019  | - | - | - | - | - | - | - | - |
| ----- | - | - | - | - | - | - | - | - |
| 1 528 | - | - | - | - | - | - | - | - |

## Lieux et monuments

### L'abbaye Blanche
Fondée en 1105, l'abbaye Blanche est composée de l'abbatiale ornée de vitraux contemporains de Serge Nouailhat et avec un clocher en bois, de la salle capitulaire, du cellier, de l'ancien petit séminaire (XIXe siècle), du cloître roman.

Abbaye Blanche
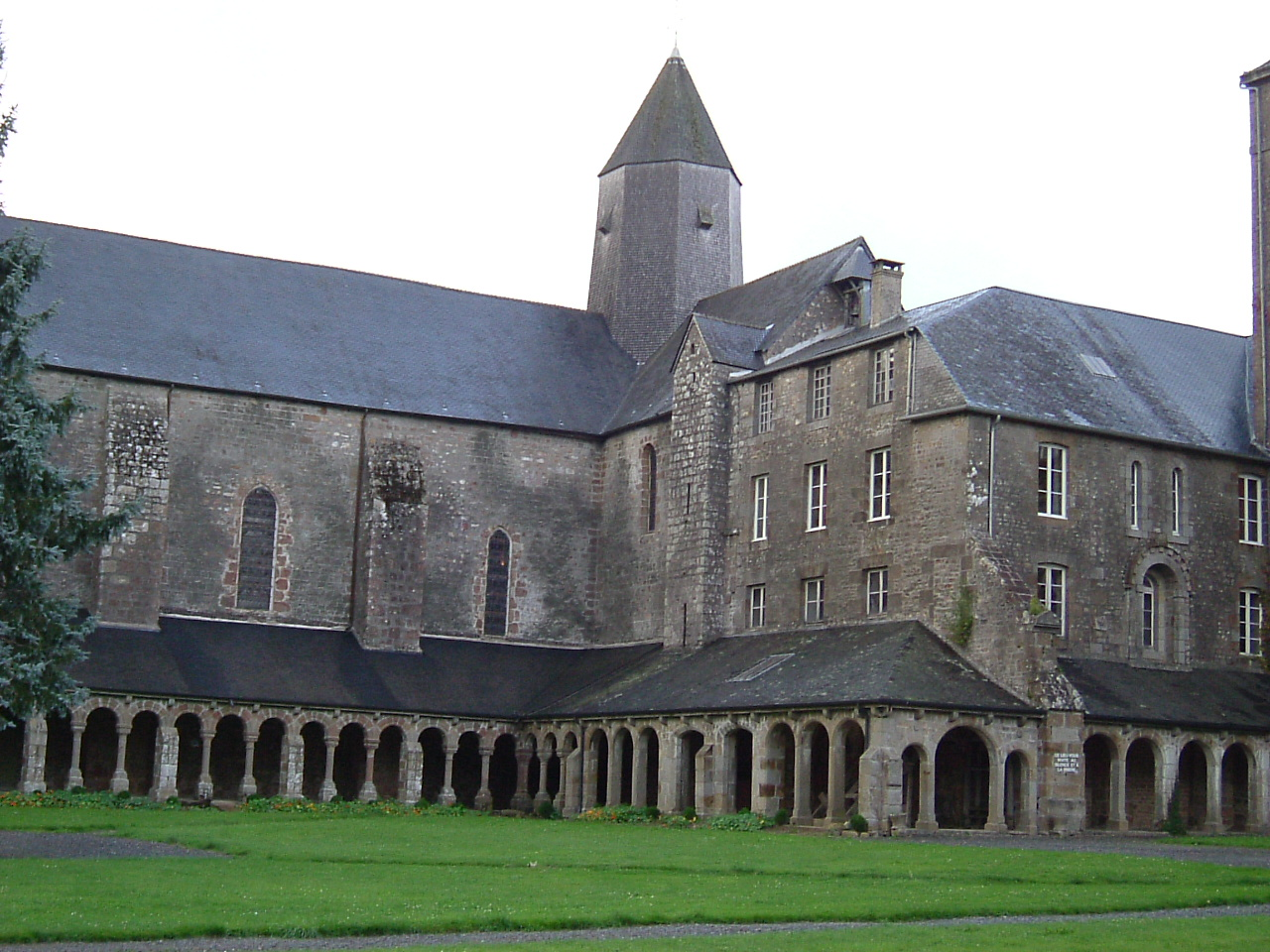
L'abbaye blanche.
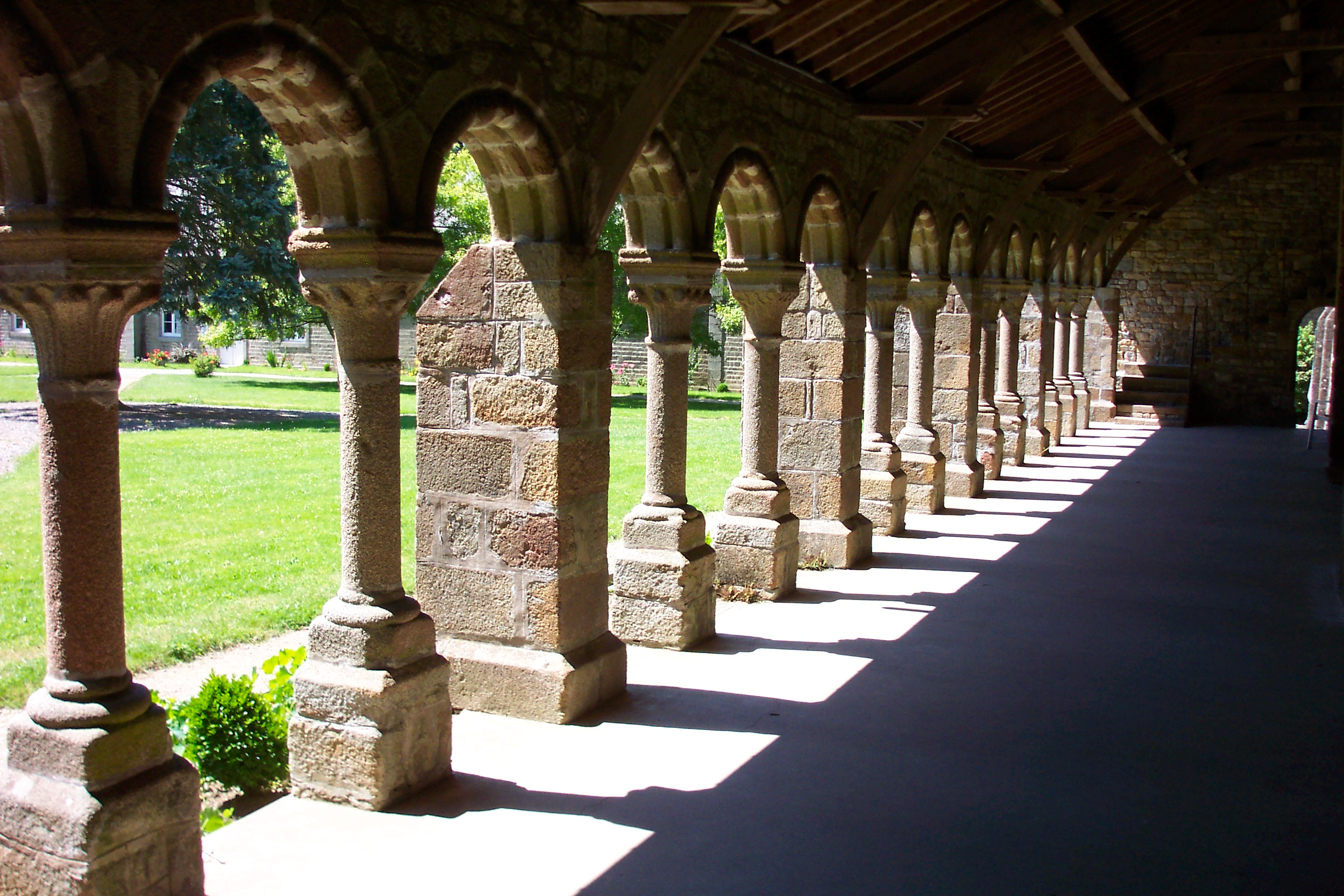
Le cloître.

### La collégiale Saint-Évroult
L'église gothique de la collégiale Saint-Évroult des comtes de Mortain (XIe – XIIIe siècles) est classée aux monuments historiques. Elle fut fondée en 1082 par Robert de Mortain et conserve un beau portail roman. À l'intérieur voûte en châtaignier du XVIIe siècle.
La salle du Trésor abrite le chrismale de Mortain, coffret pré-roman (VIIe), ramené d'Angleterre par Robert de Mortain, objet unique au monde.
Selon Jean-Charles Payen, la collégiale, le chrismale et l'abbaye Blanche auraient pu fournir des éléments à Chrétien de Troyes pour l'abbaye des Blancs Nonnains dans son Lancelot Graal. Le circuit Lancelot du Lac permet de parcourir les lieux de la région en rapport avec les légendes arthuriennes.

Église Saint-Évroult de Mortain
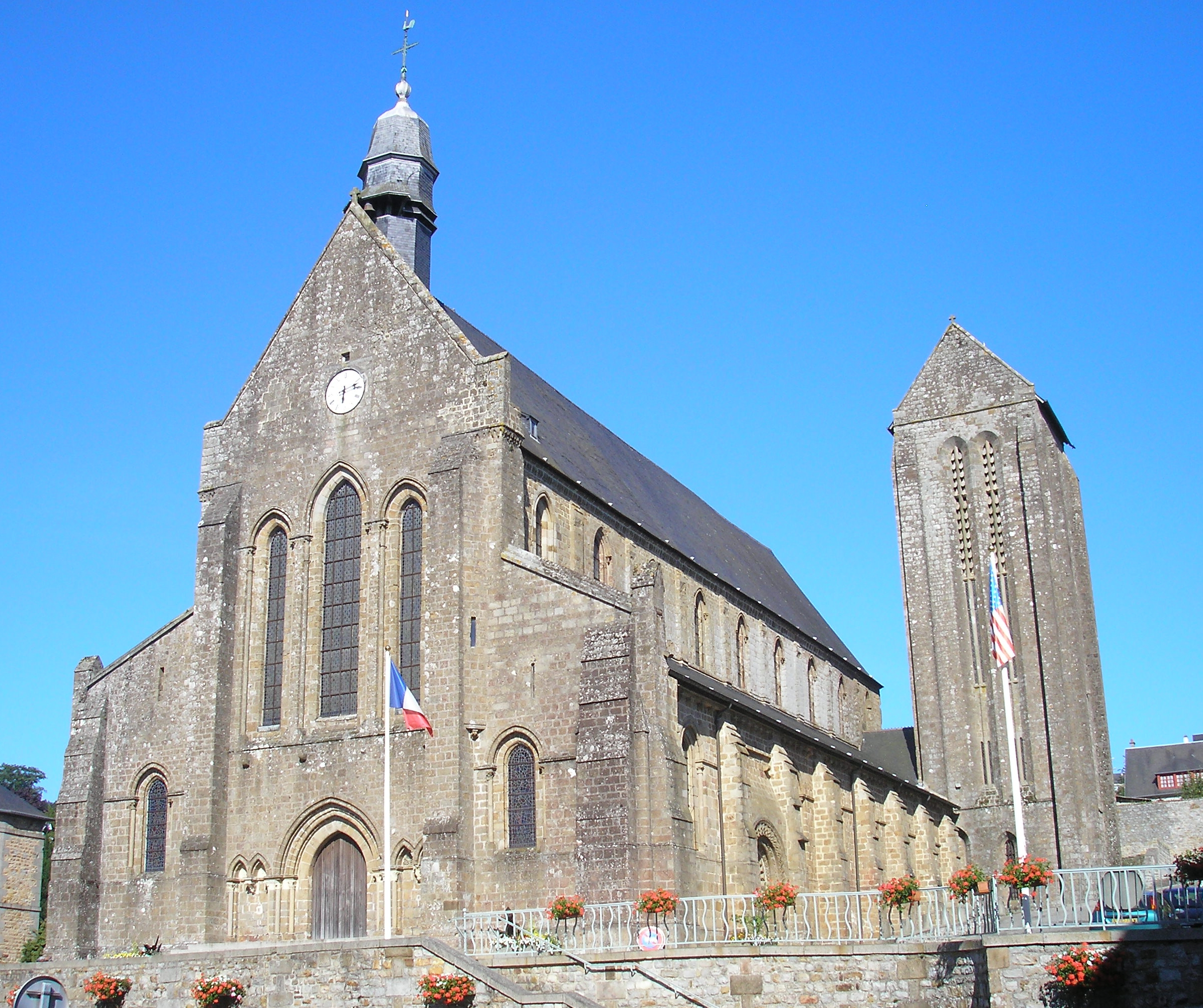
La collégiale.
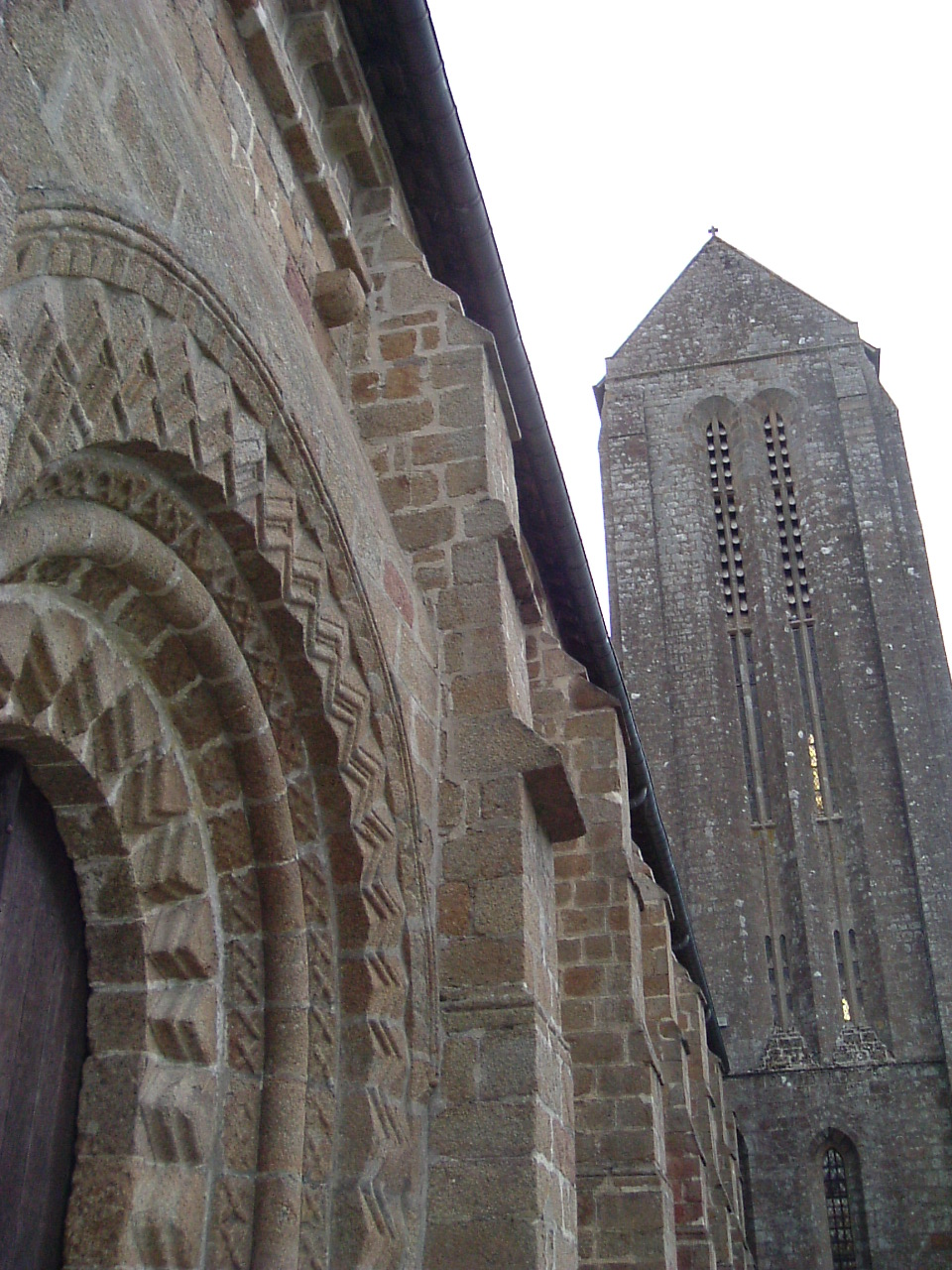
La collégiale.
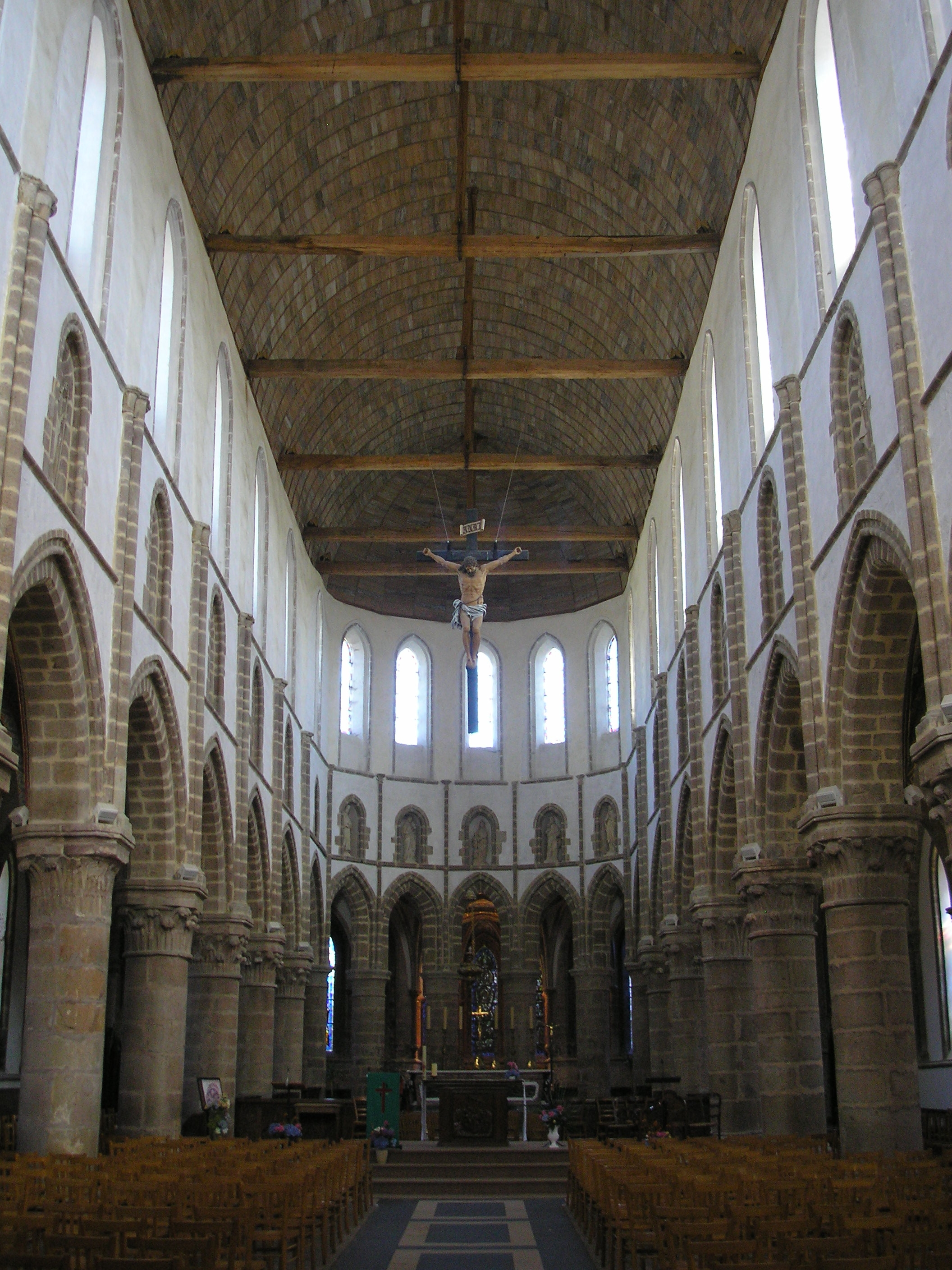
La nef.
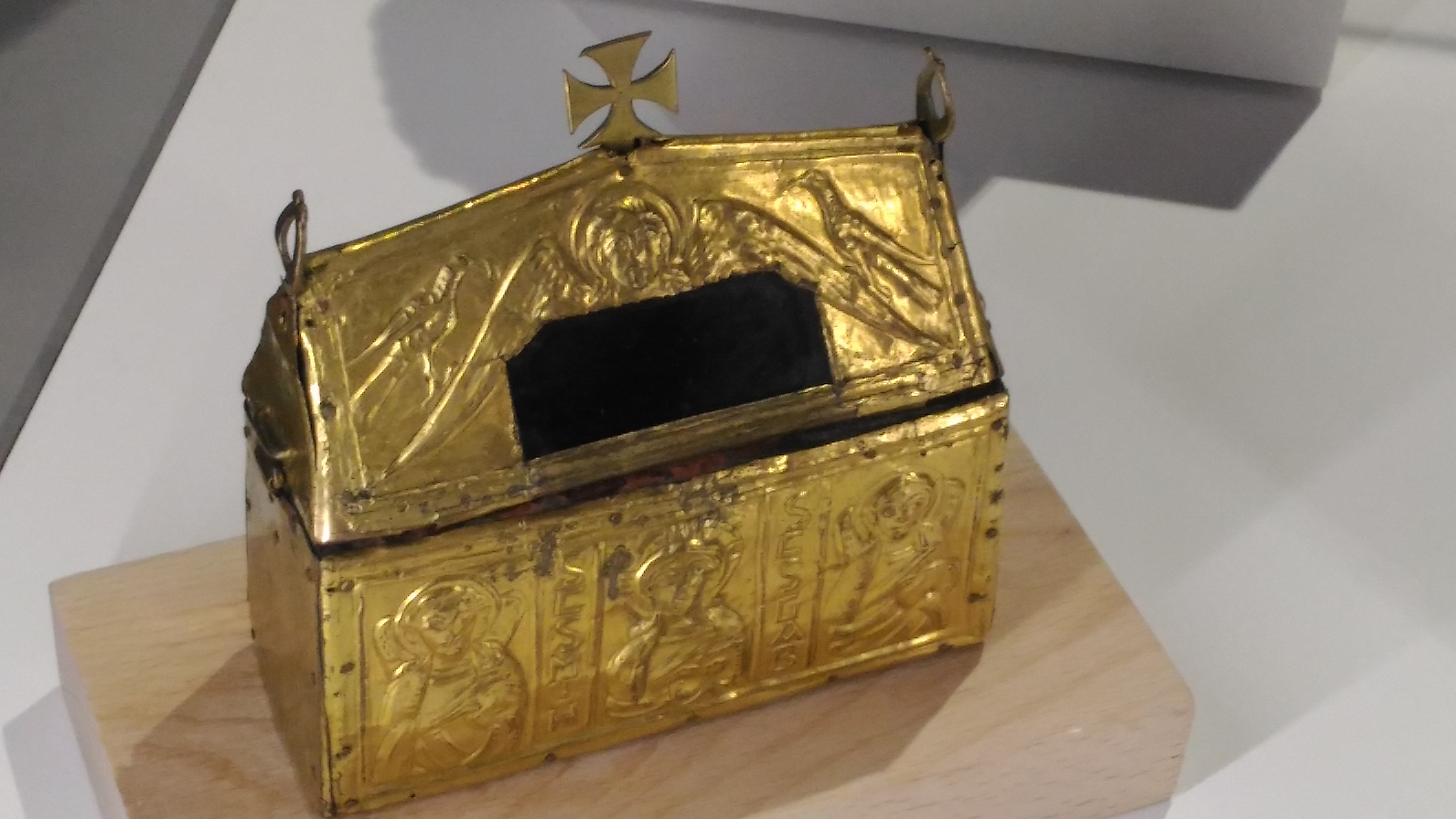
chrismale
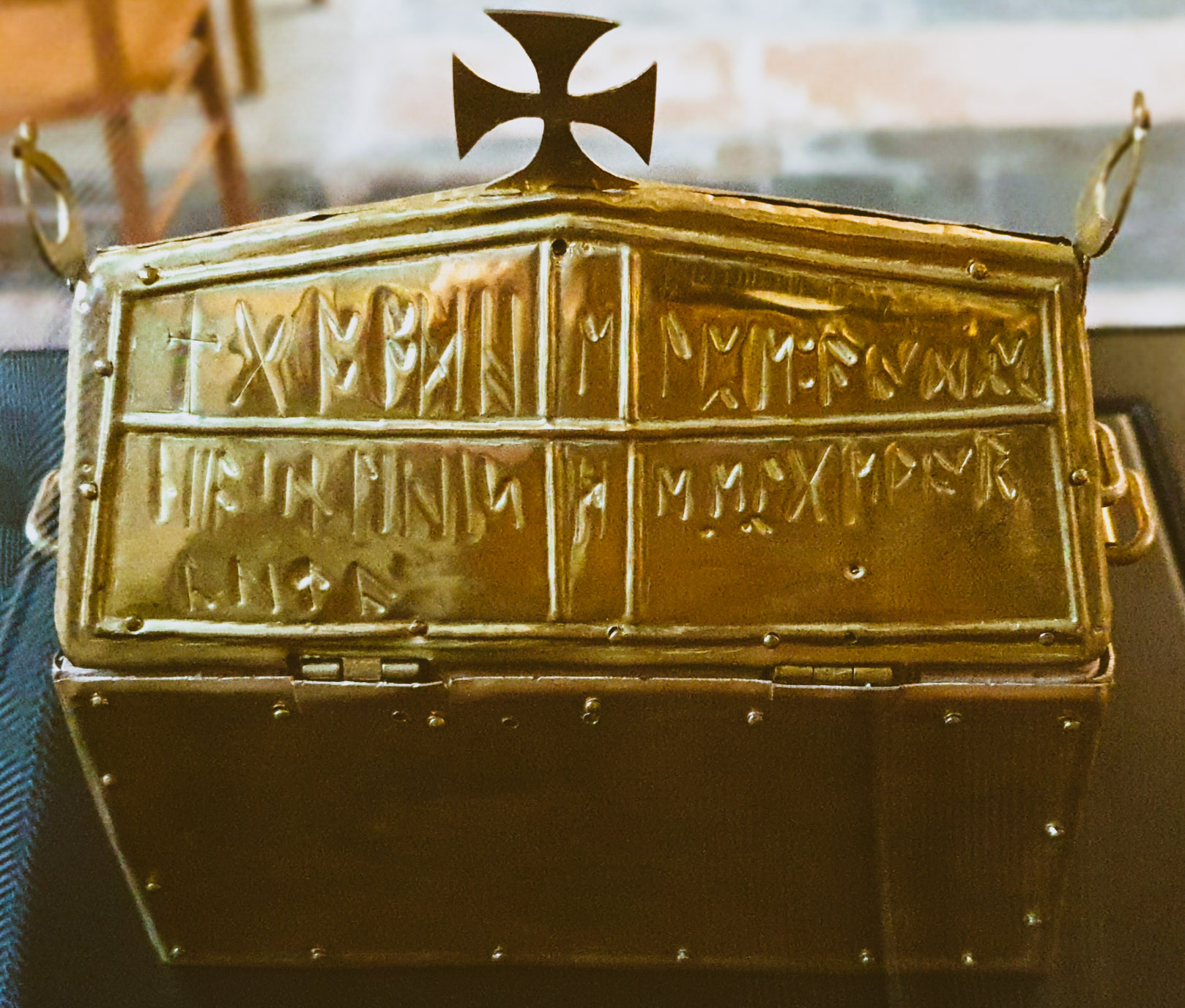
chrismale

### La chapelle Saint-Michel ou la Petite Chapelle
Elle est située à 317 m d'altitude, point culminant des rochers de Montjoie, en bordure de la forêt de Mortain. On peut y distinguer par jour de beau temps le mont Saint-Michel. Un lieu-dit à proximité de la chapelle porte le nom de « Montjoie ». Dans son Étude sur la signification des noms de lieux du Département de la Mayenne, Hippolyte Sauvage donne Mons Jovis (« mont de Jupiter ») comme origine étymologique de Montjoie mais cela ne concorde pas. L'explication la plus communément admise serait le cri de joie poussé par les pèlerins découvrant au loin le Mont Saint Michel « Montjoie ! » (cf microtoponymie). Les Montjoie sont nombreux dans la région. Elle date de 1852[réf. nécessaire].
La chapelle abrite un antependium en bois sculpté et peint représentant la Cène et une statue de saint Michel terrassant le dragon, tous deux classés au titre objet aux monuments historiques,.
Le vitrail de l'oculus représente l'insigne du Supreme Headquarters Allied Expeditionary Force.

La Petite Chapelle
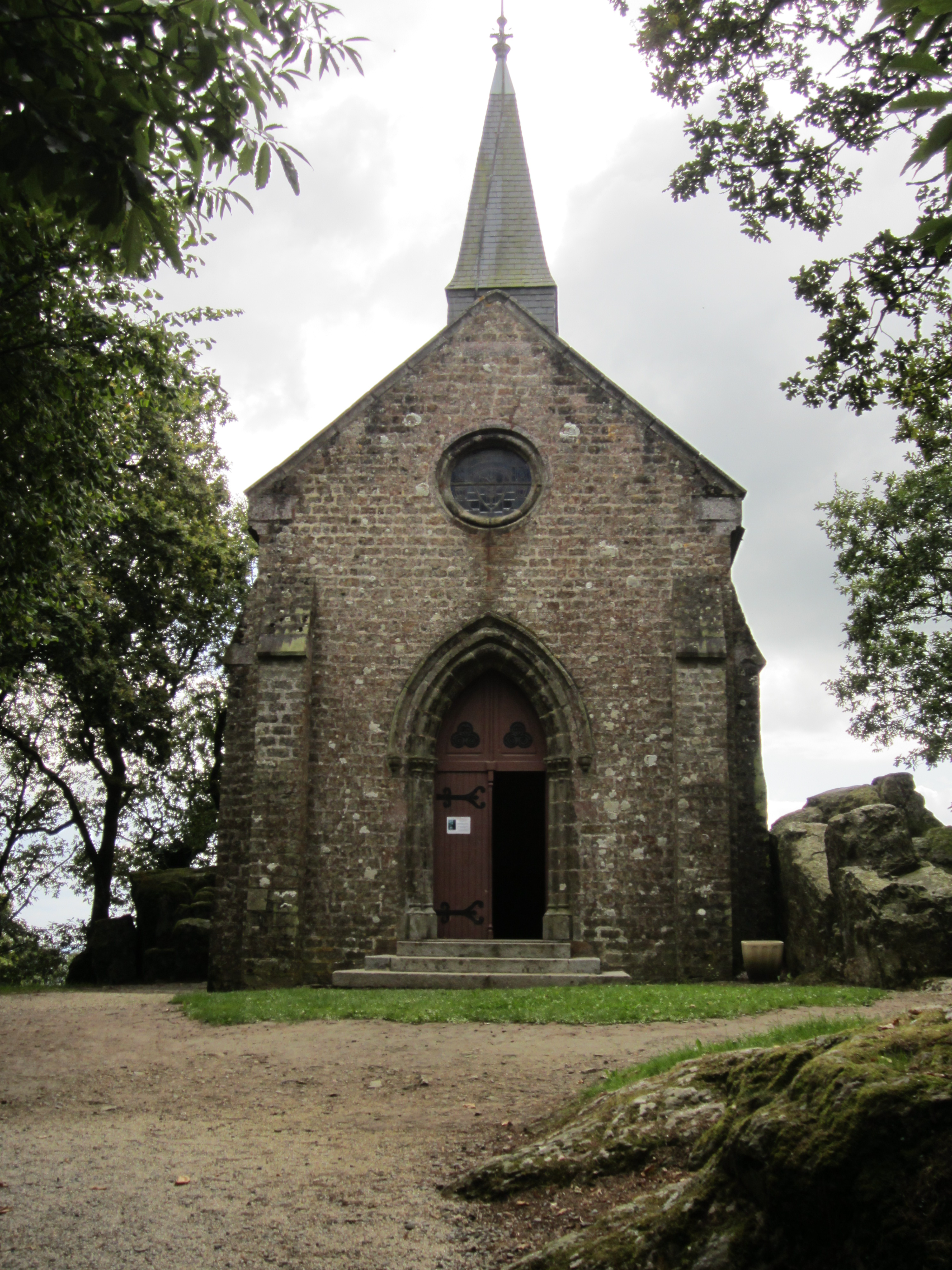
La façade.
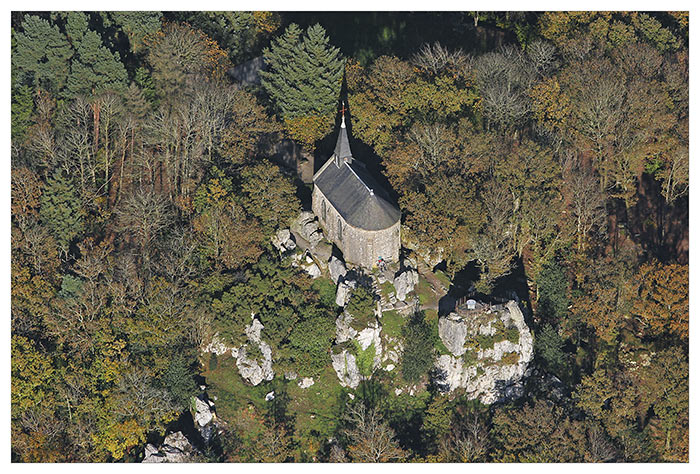
Vue du ciel.
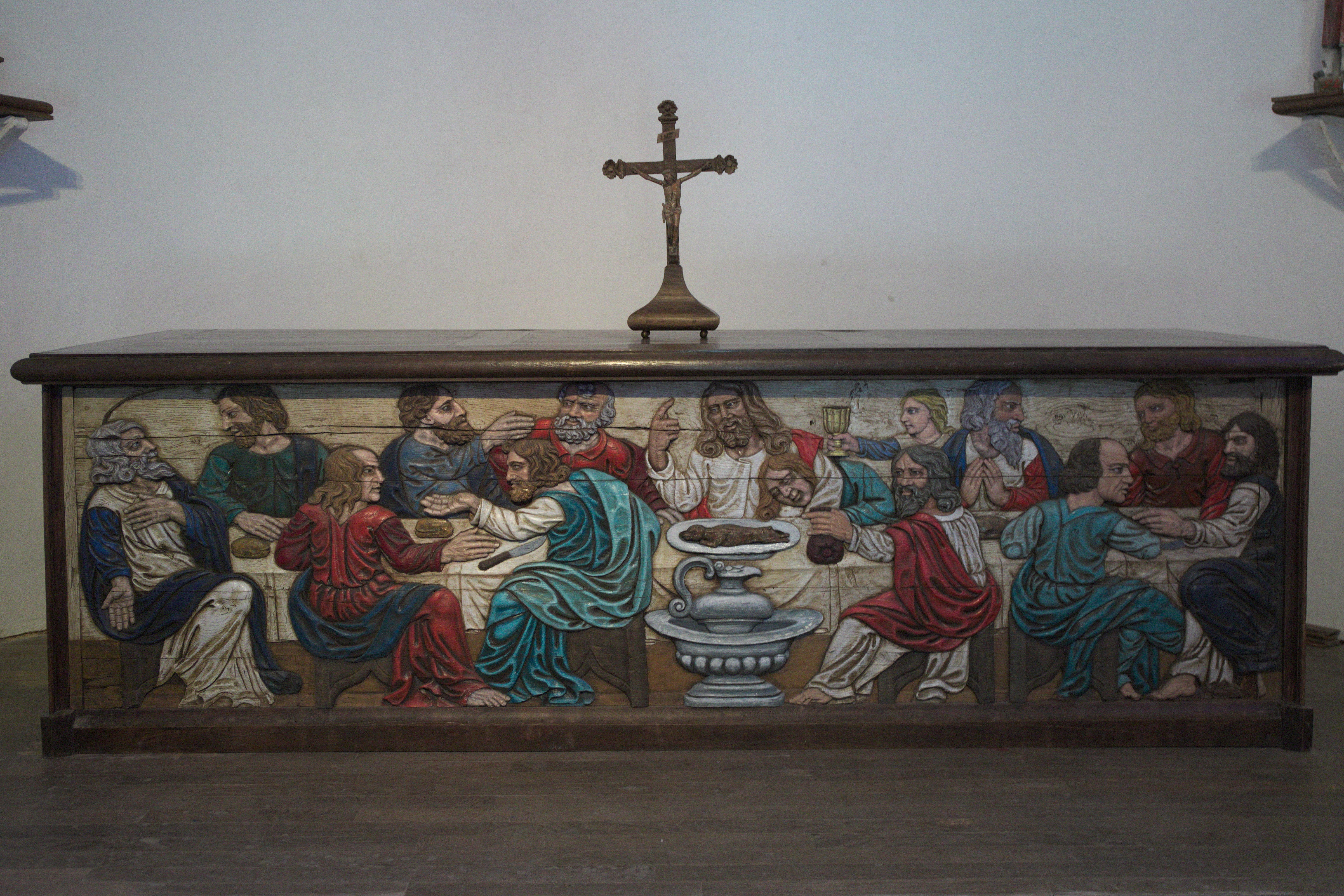
Antependium en bois sculpté peint représentant la Cène.
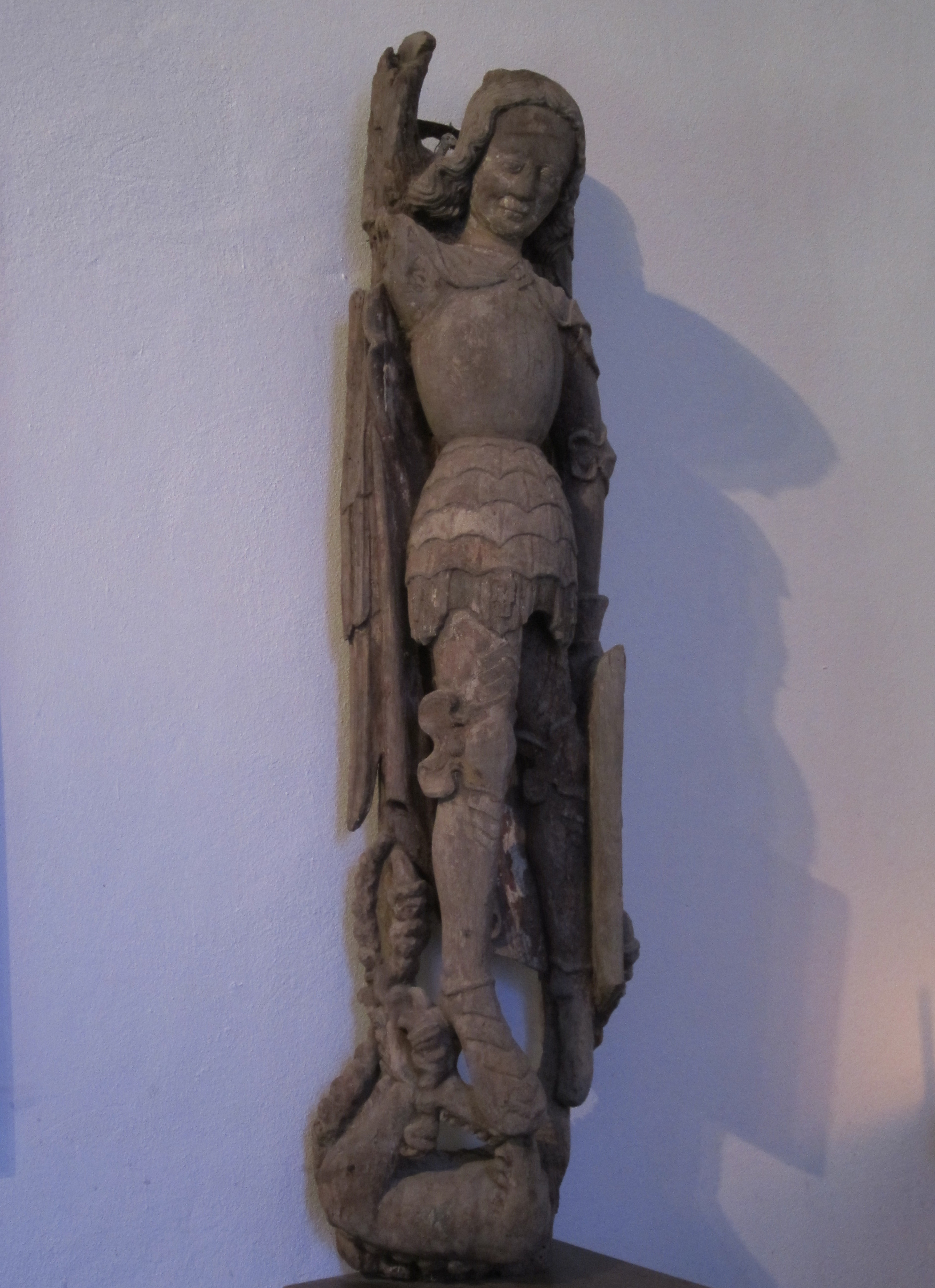
Statue de saint Michel.
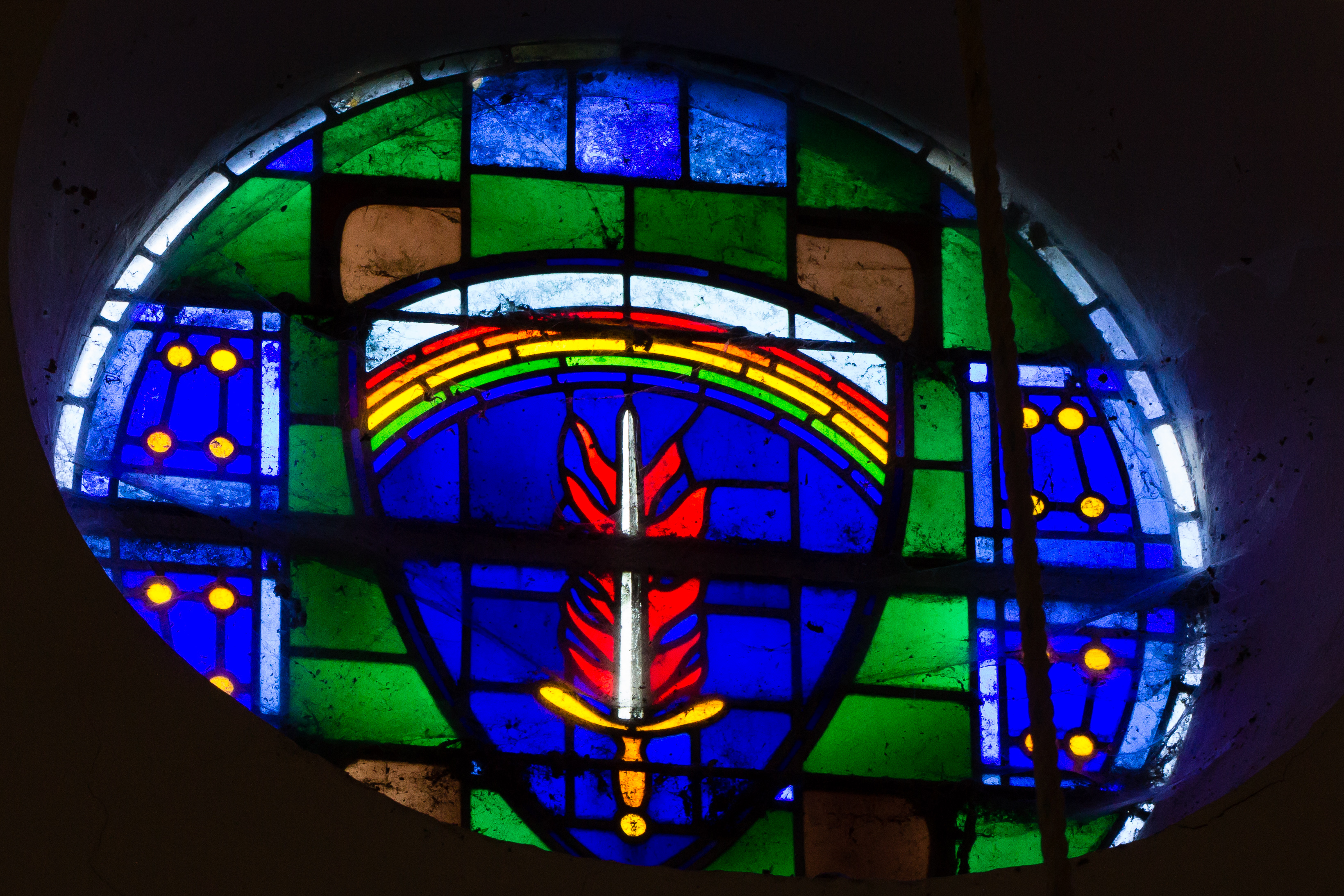
Insigne du SHAEF dans l'oculus.

### Autres lieux et monuments
- Vestige du donjon carré démoli en 1792, dans les jardins de l'ancienne sous-préfecture, place du Château. La tour est ce qui subsiste de l'ancienne forteresse médiévale, fondée au XIe siècle, des comtes de Mortain[33]. Elle était entourée d'une enceinte flanquée de tours circulaires, et occupait l'éperon rocheux au pied duquel coule la Cance[34].
- Table d'orientation.
- Stèle commémorative aux soldats américains.

## Patrimoine naturel

### Les cascades

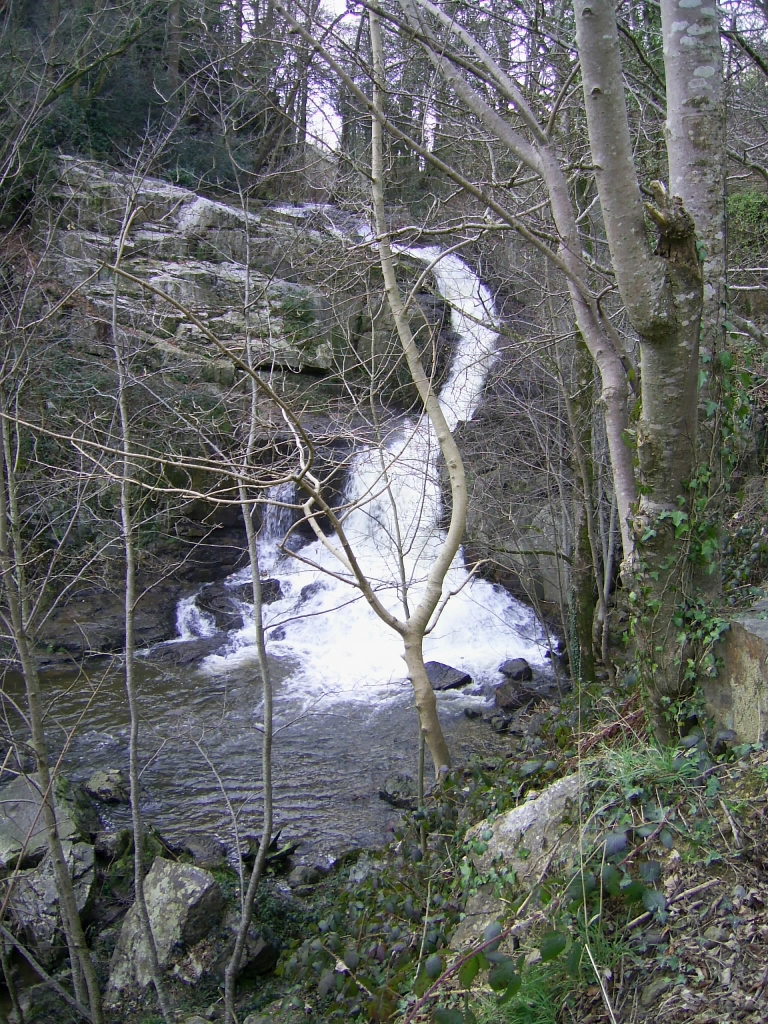
La Grande Cascade.

La Grande Cascade, haute de 20 mètres, une des plus importantes de l'ouest de la France, est située sur la Cance, en limite avec le Neufbourg. Elle est attachée à la légende de Tristan et Iseult.

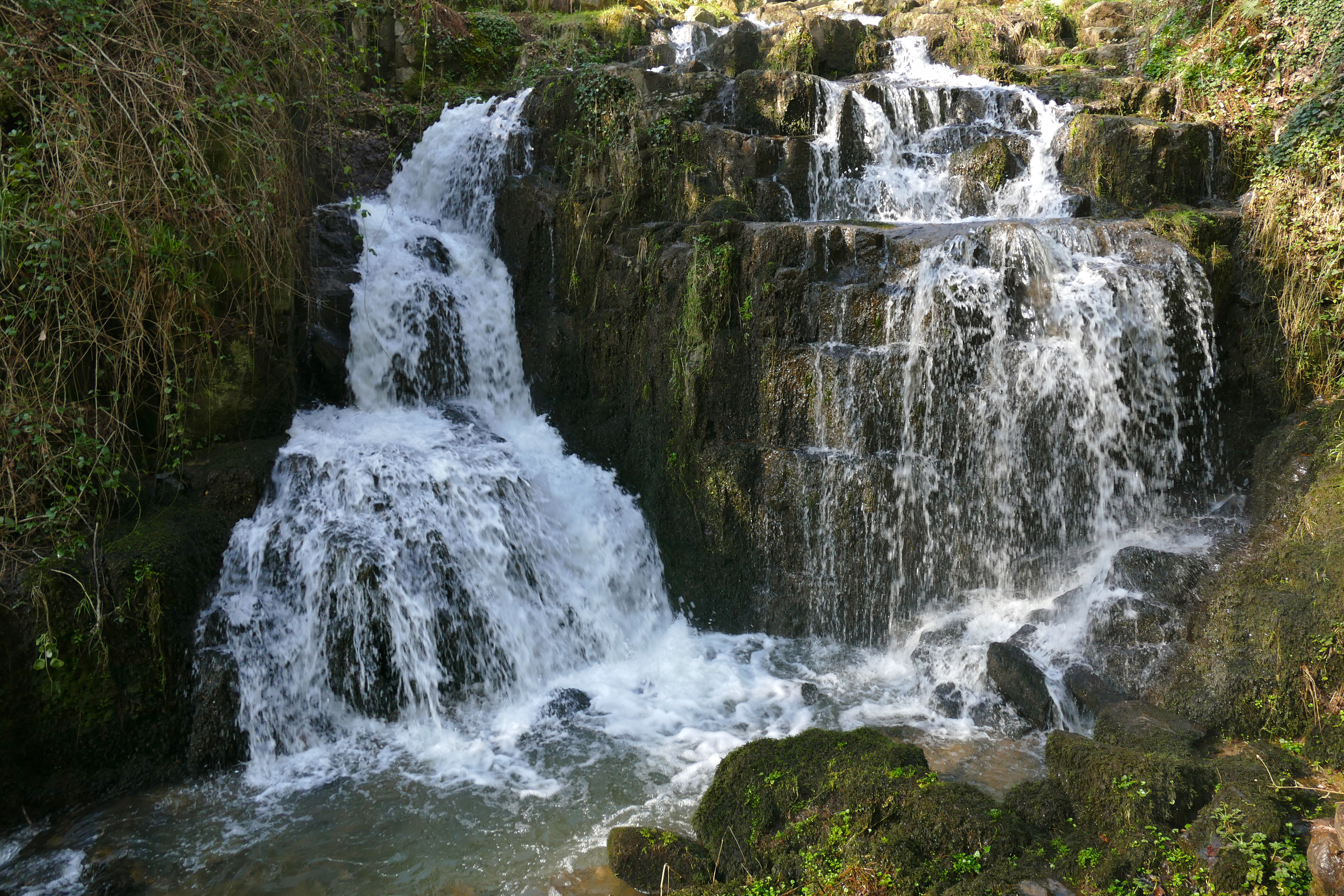
La Petite Cascade.

La Petite Cascade sur le Cançon près de sa confluence avec la Cance, est un site dont la ville de Mortain est propriétaire. Elle est située en limite des communes du Neufbourg et de Romagny.
Les deux cascades se visitent grâce à un sentier de randonnée depuis le parking de la place du Château.

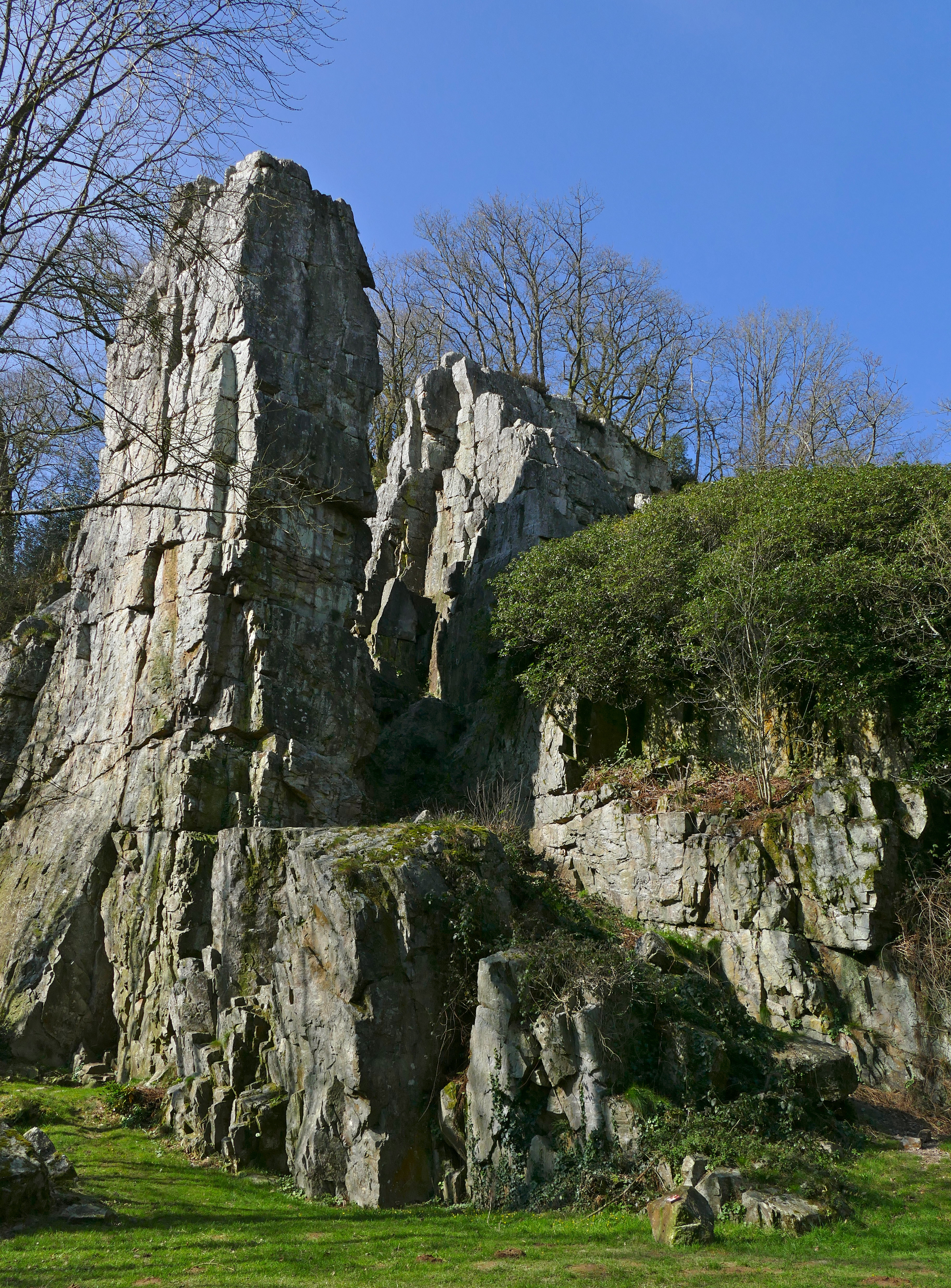
Rocher de l'Aiguille.

À proximité, sur la rive droite de la Cance et du Cançon, le site du Rocher de l'Aiguille (site appartenant à la ville de Mortain) est situé sur Romagny. Le site, assez bucolique et très dépaysant, est un lieu prisé de promenade. Il y a une piscine découverte et un petit camping à proximité.

### Protections environnementales
Ces deux sites des cascades sont couverts par la ZNIEFF continentale de type 1 des « Cascades de Mortain », qui totalise 21,5 hectares en deux locations. La zone de la Petite Cascade comprend environ 2,3 ha sur la commune, le reste étant partagé entre Romagny (environ 6,6 ha) et Le Neufbourg (environ 3,9 ha). La zone de la Grande Cascade comprend environ 2 ha sur la commune et environ 6,8 ha sur Le Neufbourg. Elle vise avant tout la végétation des falaises siliceuses mais inclut aussi des habitats d'eaux courantes (la Cance et le Cançon), des forêts, des grottes et des carrières. Elles sont situées en très proche périphérie de la ville et sont partiellement bordées de tissu urbain.
La commune est aussi concernée par la ZNIEFF continentale de type 2 des « Forêts de la Lande Pourrie et de Mortain ». Très morcelée sur Mortain, cette zone totalisant 3 665,82 hectares touche onze communes au total dont deux de l'Orne. Elle inclut des milieux très variés dont des bois tourbeux, des landes mésophiles et d'autres tourbeuses, barres rocheuses, prairies hygrophiles, ruisseaux… Sur la commune les différentes zones concernées sont essentiellement le bois d'environ 45 ha incluant le versant escarpé au sud du hameau La Roche Plate ; le bois incluant l'éperon aux flancs eux aussi très escarpés, dominant le côté est du cimetière le nord-est de La Petite Chapelle, cette zone se prolongeant vers le nord en suivant les escarpements rocheux jusqu'à 200 à 300 m au nord de Beausoleil ; et les mêmes zones des cascades que pour la ZNIEFF précédente. S'y ajoute 13 ha de bocage en rive gauche (au sud) du ruisseau de Brefféland, affluent en rive gauche (à l'est) de la Cance.
Cette ZNIEFF inclut seize espèces protégées au niveau national ou régional (dont cinq espèces de bryophytes et lichens), surtout dans les zones tourbeuses ; et de nombreuses espèces rares à très rares.

### Sentiers de randonnée
Le GRP des Granitiers (70 km) et celui des crêtes du Mortainais (76 km) passent tous deux par Mortain, ainsi que le GR 22 qui relie l’Île-de-France au Mont-Saint-Michel.

### Escalade
Cette section devrait être déplacée dans l'article Romagny (Manche).
Pour plus d’informations, se reporter en page de discussion. (janvier 2019)
Le site au pied de la petite cascade est nationalement connu sous le nom de Mortain, parfois sous celui de la petite cascade (de Mortain) mais situé sur le territoire de Romagny, la rivière au pied des voies faisant limite, l'accès se faisant par Mortain et les centaines de mètres carrés de l'aire de loisir étant situés sur les trois communes (le Neufbourg).
Il est pratiqué depuis la guerre quand des chamoniards ont trouvé dans la Gobbi un équivalent de la fissure Allain des Drus. Lionel Terray et René Desmaisons ont grimpé ici. La superbe « aiguille de Mortain » fait partie du mythe.
Il a très tôt été équipé pour faire de l'escalade. Il a fait l'objet d'un topo édité par le Parc Normandie Maine en 1987, épuisé et repris en partie sur le web, qui a depuis été remanié et réédité par l'association Grimpe Mortain (édition 2020). La roche est du même grès armoricain que l'on trouve comme pierre de construction dans la quasi totalité du bâti de la région, mais aussi sur les sites d'escalade de la Lande Pourrie et de la forêt d'Andaine (Fosse Arthour, Domfront, blocs de la "roche aux loups", Bagnole, Vallée de la Cour). Le site présente une grande variété, avec dalles à gratton, dévers, surplombs, fissures et même des trous, globalement vertical avec de petites prises, du 2 au 7bc.

## Personnalités liées à la commune
- Eleonor Constant d'Amphernet (1747-1796), militaire et chef chouan.
- Jean Angélique Lemoine-Devilleneuve (1754-1800), homme politique de la Révolution française, député du département de la Manche.
- Siméon Bonnesœur-Bourginière (1754-1844), conventionnel, commissaire de la Manche, président du tribunal de Mortain.
- Jean-Baptiste Letourneux (1795-1869), médecin, homme politique né à Mortain, député de la Mayenne de 1834 à 1848.
- Henri Breuil (Mortain, 1877 - L'Isle-Adam, 1961), dit l'abbé Breuil, ecclésiastique et préhistorien.
- Gilles Buisson (1911-2003), médecin, écrivain, maire de Mortain de 1968 à 1983.
- Félix Cordoën (1811-1864), magistrat et juriste.
- Gérard Ernault (né en 1944) journaliste, directeur de la rédaction de l'Équipe (1990-1992) et directeur de la rédaction de France Football (1995-2007).
- Ferdinand André Fouqué (1828-1904), géologue.
- Charles Frémine, écrivain normand.
- Louis Gain (1883-1963), naturaliste français.
- François Guesdon (1765-1807), homme politique né et décédé à Mortain, député de la Manche au Conseil des Cinq-Cents.
- Hugues Hourdin (né en 1953), conseiller d'État, ancien conseiller municipal de Mortain.
- Baptiste Lecaplain (né en 1985), humoriste français.
- Daniel Mangeas (né en 1949), speaker officiel de compétitions cyclistes (dont le Tour de France).
- Robert de Mortain, comte de Mortain, demi-frère de Guillaume le Conquérant
- Yves Pouliquen (1931-2020), ophtalmologue, écrivain et membre de l'Académie française.
- Pauline Rebour (1878 -1956) enseignante et avocate française.
- Alain Rémond, chroniqueur français.
- Hippolyte Sauvage (né en 1823), écrivain, historien et juge de paix de la Manche.

## Héraldique
| Blason de Mortain | Blason  | D'azur semé de fleurs de lys d'or à la bande componée d'argent et de gueules.                                                                                   |
| Blason de Mortain | Détails | Ce blason est emprunté aux armoiries de la famille d'Évreux-Navarre (éteinte, branche des Capétiens), anciens comtes de Mortain et d'Évreux et rois de Navarre. |